# Sólo quiero caminar
Sólo quiero caminar è un film del 2008 diretto da Agustín Díaz Yanes.